# Буд-Гусаім Сергій Олександрович
Сергій Олександрович Буд-Гусаім (у частині джерел Буд-Гусаїм, нар. 8 серпня 1977, Севастополь) — український футболіст, що грав на позиції півзахисника. Відомий за виступами у складі сімферопольської «Таврії» у вищій українській лізі.

## Кар'єра футболіста
Сергій Буд-Гусаім народився у Севастополі, та розпочав займатися футболом у рідному місті в юнацькій команді «Вікторія». У віці 13 років продовжив удосконалення своєї футбольної майстерності у харківському ХГВУФК-1. У професійному футболі він дебютував у 1993 році в харківській команді перехідної ліги «Олімпік», у якій зіграв 2 матчі. У 1995 році він став гравцем команди другої ліги зі свого рідного міста «Чайка». У цій команді футболіст грав до кінця сезону 1995—1996 років, після чого отримав запрошення до найсильнішої команди Криму — сімферопольської «Таврії», яка грала на той час у вищій українській лізі. У команді протягом сезону 1996—1997 років Буд-Гусаім зіграв у 6 матчах, неодноразово виходив на поле також у складі фарм-клубу сімферопольської команди з другої ліги «Динамо» з Сак. З початку 1998 року Сергій Буд-Гусаім повернувся до рідного міста, де грав за команду другої ліги «Чорноморець». У сезоні 2001—2002 років команда з Севастополя знову грала під назвою «Чайка-ВМС», а в 2002—2003 роках Буд-Гусаім грав за новостворену футбольну команду ПФК «Севастополь». Після цього футболіст грав за аматорські футбольні клуби Севастополя, тренував аматорські клуби «Мегабуд» і «Танго», тепер працює тренером у севастопольській СДЮШОР № 3.